# Argusianus
Argusianus es un género de aves galliformes de la familia Phasianidae propias del Sudeste asiático conocidas vulgarmente como argos.

## Especies
El género Argusianus incluye dos especies:
- Argusianus argus
- Argusianus bipunctatus